# Sérgio Manoel (Fußballspieler, 1972)
Sérgio Manoel Júnior (* 2. März 1972 in Santos) ist ein ehemaliger brasilianischer Fußballspieler.

## Karriere
Der 1,75 Meter große und 68 Kilogramm schwere Fußballspieler begann seine Karriere bei dem brasilianischen Jugendverein AA Portuguesa (SP), welchem er von 1985 bis 1987 treu blieb. Danach ging er im Jahre 1987 zu seinem Heimverein FC Santos für eine Saison.
Seine Profi-Liga Karriere, welche bis heute andauert, startete er 1989 bei seinem Jugendverein, wo er zur Profi-Liga befördert wurde. Er blieb dem Verein bis 1992 treu. Während der vier Jahre in der Profi-Liga spielte er bei 62 Spielen und beförderte dabei zweimal den Ball ins Netz. In der Saison 1992/1993 war er beim Verein Fluminense Rio de Janeiro als Fußballspieler aktiv. Während der Saison nahm er an 15 Spielen teil, wobei er zwei Treffer erzielte. Zu seinem Heimverein kehrte er in der Saison 1993/94 zurück, wo er 25 Spiele absolvierte und ein Tor schoss. Am Ende der Saison wechselte er zu Botafogo FR. Hier erzielte er in 25 Spielen drei Treffer. Für die Saison 1995 bis 1996 legte er eine Pause ein, 1996 unterschrieb er für die Saison 1996/97 einen Vertrag beim japanischen Verein Cerezo Osaka, bei welchem er 33 Spiele absolvierte und sechs Tore schoss. Nach der Saison verließ er den Verein Cerezo Osaka wieder und spielte 19-mal beim aus Porto Alegre stammenden Verein Grêmio Porto Alegre, wo er zwei Tore schoss. Am Ende der Saison kündigte er den Vertrag und unterschrieb zum Zweiten Mal einen Vertrag beim Verein Botafogo FR, wo er insgesamt dreimal einen Vertrag unterzeichnete. Beim Zweiten Mal absolvierte er 41 Profi-Liga Spiele, in denen er fünf Tore schoss.
In den Jahren 2000 bis 2002 war er beim Verein Cruzeiro Belo Horizonte aktiv. In den zwei Jahren Spielzeit war er bei 35 Spielen auf dem Platz anwesend, drei Mal brachte er das Runde ins Netz. Für das restliche Jahr nach seinem Ende beim Verein Cruzeiro wechselte er für sechs torlose Spiele zum Coritiba FC.
Von 2003 bis 2008 war er in mindestens zwei Vereinen aktiv, teilweise stand er nur auf der Nennliste und nahm an keinem Spiel teil. 2003 unterschrieb er zwei Verträge, zuerst beim Verein America FC (RJ), wo er zehn Spiele absolvierte und danach zehn Spiele beim Verein Portuguesa. Bei beiden Klubs erzielte er jeweils ein Tor. Im darauffolgenden Jahr war er wieder bei zwei Vereinen aktiv, zuerst beim Verein Figueirense FC, wo er 15-mal auf dem Spielfeld stand und dabei den Ball sieben Mal ins Netz beförderte und vier torlose Spiele spielte er beim argentinischen Verein CA Independiente. Ein torloses Comeback gab er beim Verein Figueirense FC, wo er 2005 neun Spiele bestritt. 2006 war er in drei Vereinen, wobei er beim Verein Volta Redonda FC nur auf der Liste stand, jedoch nicht zum Einsatz kam. Danach stand er zum dritten Mal beim Verein Botafogo FR unter Vertrag und absolvierte acht Spiele. Danach unterschrieb er einen Vertrag beim Verein Náutico Capibaribe, wo er 11-mal an einem Spiel teilnahm, bei beiden Vereinen schoss er keine Tore. 2007 war er bei den Vereinen Volta Redonda FC, Ceilândia EC auf der Liste der Spieler, an einem Spiel nahm er für die genannten Vereinen nicht teil. Ein möglicher Grund ist, dass er beim Verein Ceará SC aktiv war, wo er 22 Spiele bestritt, bei welchen er vier Tore erzielte. 2008 unterschrieb er einen Vertrag beim Babacal EC, dort nahm er an keinen Spielen eil, da er seit 2008 ebenfalls einen Vertrag beim Verein CA Bragantino hatte und dort in 23 Spielen vier Tore erzielte. Bei dem Verein ist er bis heute aktiv.
Auch war Sérgio Manoel von 1995 bis 1998 für vier Spiele, welche torlos waren, bei der brasilianischen Nationalmannschaft aktiv.

## Erfolge
Grêmio
- Copa do Brasil: 1997

Botafogo
- Torneio Rio-São Paulo: 1998

Cruzeiro
- Copa do Brasil: 2000
- Copa Sul-Minas: 2001